# أندريه يوسكوفياك
أندريه يوسكوفياك (بالبولندية: Andrzej Juskowiak) هو لاعب كرة قدم بولندي في مركز الهجوم، ولد في 3 نوفمبر 1970 في Gostyń ‏ في بولندا. شارك مع منتخب بولندا لكرة القدم. أما مع النوادي، فقد لعب مع إرتسغيبيرغه آوه وإنيرجي كوتبوس وبوروسيا مونشنغلادباخ وسبورتينغ لشبونة ولخ بوزنان ونادي أولمبياكوس ونادي فولفسبورغ ونيويورك ريد بولز.

## وصلات خارجية
- أندريه يوسكوفياك على موقع الاتحاد الأوربي (الإنجليزية)
- أندريه يوسكوفياك على موقع الدوري الأمريكي (الإنجليزية)
- أندريه يوسكوفياك على موقع قاعدة بيانات كرة القدم.إي يو (الإنجليزية)
- أندريه يوسكوفياك على موقع بيانات كرة القدم. دي إي (الألمانية)
- أندريه يوسكوفياك على موقع ناشيونال فوتبول تيمز (الإنجليزية)
- أندريه يوسكوفياك على موقع عالم كرة القدم.نت (الإنجليزية)
- أندريه يوسكوفياك على موقع أوليمبيديا (الإنجليزية)
- أندريه يوسكوفياك على موقع اللجنة الأولمبية البولندية (مؤرشف) (البولندية)